# Five to One
One in five, No one here gets out alive, now»
(Five to One, The Doors)
Five to One è un brano musicale dei The Doors, incluso nel loro album Waiting for the Sun del 1968 pubblicato dalla Elektra Records.

## Il brano

### Significato
Si è spesso raccontato che il "Five to one" ("5 a 1") del titolo della canzone, fosse presumibilmente un riferimento al rapporto numerico fra bianchi e neri in America nel 1967, oppure fra i vecchi e i giovani, e anche fra i fumatori di marijuana e i non fumatori. Un'ulteriore leggenda metropolitana identifica il rapporto numerico citato da Morrison come quello tra Viet Cong e soldati americani in Vietnam durante la guerra, e si è arrivato ad ipotizzare che il cantante dei Doors facesse riferimento alle dosi di eroina delle quali faceva uso la sua compagna Pamela Courson che erano "tagliate 5 a 1" ribaltando così tutto il significato della canzone. Infine, è anche possibile che Morrison si riferisse ad un racconto scritto da Dylan Thomas intitolato The Fight incluso nella raccolta Portrait of the Artist as a Young Dog (Ritratto dell'artista da cucciolo), dove il protagonista legge un brano del poema Warp che contiene i seguenti versi: "Five into one, the one made of five into one, early / Suns distorted too late". Tuttavia, interrogato in merito, Jim Morrison non chiarì mai l'oscuro significato dell'espressione utilizzata nel testo, né con la stampa né con i propri compagni di band, e disse che il testo del brano non era espressamente politico.
Si tratta comunque di un brano dai toni sovversivi che sembra incitare alla rivolta («They got the guns / But we got the numbers») (in italiano: "Loro hanno le armi, ma noi abbiamo i numeri", nel senso di "siamo di più, siamo più numerosi") e dalla forte connotazione critica verso il movimento hippy, in netta controtendenza con il periodo nel quale venne pubblicato. Ad esempio la strofa del testo che recita: «Your ballroom days are over baby / Night is drawing near / Shadows of the evening / crawl across the years» ("I tuoi giorni nelle sale da ballo sono finiti / La notte si sta avvicinando / Le ombre della sera strisciano attraverso gli anni"), e «You walk across the floor with a flower in your hand / Trying to tell me no one understands / Trade in your hours for a handful dimes / Gonna' make it, baby, in our prime» ("Cammini per la strada con un fiore in mano / cercando di dirmi che nessuno capisce / Scambi le tue ore con un pugno di monetine / Ce la faremo baby, nel fiore dei nostri anni") sembrano prendere di mira i giovani figli dei fiori dell'epoca.
A conferma di questa ipotesi, lo stesso Morrison in una intervista, così si espresse: «Il movimento hippie è una reazione di tipo dionisiaco, ma molto naïf e sterile», per poi aggiungere: «sostanzialmente un fenomeno piccolo borghese». Un atteggiamento particolarmente fuori dal coro in un periodo dove gli ideali di pace e amore andavano per la maggiore anche tra i musicisti.
L'introduzione parlata del brano («Yeah, c'mon - I love my girl. She lookin' good...») è un'improvvisazione vocale di Jim Morrison dalla dedica incerta: secondo alcune fonti sarebbe dedicata alla sua ragazza Pamela che era presente in studio la sera della registrazione del brano, mentre altri resoconti affermano che la sera dell'incisione del brano, Jim si presentò in studio con una groupie conosciuta per strada alla quale rivolse estemporaneamente i versi iniziali. Nelle versioni su bootleg e in quelle live, in alcune occasioni Morrison includeva le parole "fucked up" nella sezione parlata finale.

### Registrazione
La canzone venne provata per la prima volta in studio dopo che la band aveva definitivamente accantonato l'idea di registrare ed includere nell'album in uscita il brano Celebration of the Lizard in versione completa. Nella sua autobiografia Riders on the Storm, il batterista dei Doors John Densmore racconta la genesi del brano riferendo che i membri della band si erano appena presi una pausa di quindici minuti, quando Morrison arrivò e gli disse di sedersi alla batteria e di suonare un ritmo duro in 4/4, pesante, e minaccioso. Poco tempo dopo Jim iniziò a cantare il primo verso della canzone improvvisando sul riff di batteria, e di seguito si aggiunsero gli altri accompagnando con i loro strumenti il suo canto sguaiato e dalla voce arrochita dall'alcol e dal fumo.

### Esecuzioni dal vivo
L'esecuzione più celebre della canzone si ebbe in occasione del concerto che la band tenne a Miami nel 1969 al Dinner Key Auditorium. Verso la fine del brano, un Morrison totalmente ubriaco apostrofò il pubblico chiamando gli spettatori "un branco di fottuti idioti" e "schiavi" poiché si stavano lasciando maltrattare dal servizio di sicurezza. Il concerto sarebbe poi terminato con Morrison accusato di "incitamento alla rivolta", "linguaggio osceno", ed "oltraggio al pudore", tutti capi di imputazione che lo portarono all'arresto, e successivamente a subire un processo. Questa performance può essere parzialmente ascoltata sul primo CD del cofanetto The Doors Box Set e fu ricreata artificialmente nel film di Oliver Stone sulla storia della band, intitolato The Doors.

## Cover
- Yuya Uchida & The Flowers (1968) (pubblicata nel 2007)
- Marilyn Manson come B-Side del singolo Disposable Teens (2001)
- Velvet Revolver (dal vivo)
- Splean (rock band russa) (dal vivo)
- Make Love and War (2011)
- Hollywood Vampires dall'album omonimo (2015)
- La canzone è stata campionata da Jay-Z per il suo brano Takeover incluso nell'album The Blueprint (2001)
- Five to One è stata inserita da Beyoncé nel mix di Ring the Alarm, durante il suo tour mondiale The Formation World Tour

## Riferimenti in altri media
- Nel videogioco Grand Theft Auto IV si sente la canzone nella colonna sonora (trasmessa dalla radio Liberty Rock Radio 97.8)
- Dal testo di questa canzone è stato tratto il titolo del best seller Nessuno uscirà vivo di qui (No One Here Gets Out Alive Now), la biografia di Jim Morrison scritta da Jerry Hopkins & Danny Sugerman nel 1981.
- La canzone è presente nel film Rambo: Last Blood del 2019.
- La canzone è presente nel film Crudelia del 2021.